# Wolfgang Jośko
Wolfgang Jośko  (ur. 19 czerwca 1957 w Zębowicach, w powiecie oleskim) – polski prezbiter katolicki, psycholog, animator kultury, proboszcz parafii św. Wawrzyńca w Strzelcach Opolskich w latach 1995–2013.

## Życiorys
W rodzinnej miejscowości ukończył szkołę podstawową, wykształcenie średnie zdobył w Liceum Ogólnokształcącym w Oleśnie (uczęszczał do klasy o profilu matematyczno-fizycznym). Studiował w Wyższym Seminarium Duchownym w Nysie, otrzymując w 1982 święcenia kapłańskie w katedrze opolskiej. Po święceniach został wikariuszem parafii św. Michała Archanioła w Gliwicach, gdzie obok normalnych obowiązków duszpasterskich zajmował się również duszpasterstwem akademickim. 
W 1985 rozpoczął stacjonarne dzienne studia z zakresu psychologii w Katolickim Uniwersytecie Lubelskim, uzyskując dyplom tej uczelni w 1991. Od tego roku podjął pracę wikariusza w parafii św. Zygmunta i św. Jadwigi Śląskiej w Koźlu. 2 lutego 1995 został mianowany proboszczem parafii św. Wawrzyńca w Strzelcach Opolskich.
Jest cenionym organizatorem nie tylko życia religijnego w parafii, ale również życia kulturalnego lokalnej społeczności. Z wybudowanego przy parafii Domu Katechetycznego uczynił Dom Kultury Chrześcijańskiej, w którym ogniskuje się życie różnych grup parafialnych, odbywają się spotkania, imprezy kulturalne, organizowane zarówno przez parafię jak i różne stowarzyszenia. W strzeleckim kościele organizuje koncerty muzyczne, występy chórów, recitale.
Od 2004 jest dziekanem honorowym. W latach 2007–2012 był wicedziekanem dekanatu Strzelce Opolskie. Od 2007 jest także Honorowym Obywatelem Gminy Strzelce Opolskie. W 2008 za wkład w ratowanie i remontowanie obiektów zabytkowych, otrzymał srebrną odznakę „Za opiekę nad zabytkami". W 2010 nadano mu tytuł Krzewiciela Kultury Chrześcijańskiej Ziemi Strzeleckiej im. Piotra Skargi. 
Obecnie jest rezydentem w parafii św. Wawrzyńca w Strzelcach Opolskich. 